# 信隆寺 (茅ヶ崎市)
信隆寺（しんりゅうじ）は、神奈川県茅ヶ崎市今宿にある日蓮宗の寺院。山号は妙厳山。旧本山は大本山中山法華経寺(中山門流)、脱師法縁。

## 歴史
寛永元年（1624年）、甲斐武田氏第18代当主武田信虎の同母弟・勝沼信友の嫡孫である勝沼信就（武田信就）が剃髪、信隆院日閑と号し開基創建された。開山は大本山中山法華経寺の僧であり上国寺10世である善立院日意。昭和20年（1945年）7月15日の茅ヶ崎空襲で本堂をはじめとする堂宇を全焼した。平成8年（1996年）日蓮聖人像が茅ヶ崎市の重要文化財に指定された。現在の本堂は平成10年（1998年）に再建されたもの。なお『日蓮宗大鑑』によれば、唱導庵（現在の茅ヶ崎市唱導寺）・徳唱庵の末寺2ヶ寺を有していた。

## 境内
- 本堂

## 歴代
- 善立院日意（開山）
- 信隆院日閑（開基）
- 大乗院日富（2世）
- 高遠院日建（3世）
- 高遠院日建（4世）
- 睿正院日近（5世）

## 関連資料
- 日蓮宗新聞　2012年10月1日